# Dongchang (köping i Kina, Guangxi)
Dongchang (kinesiska: 东昌镇, 东昌) är en köping i Kina. Den ligger i den autonoma regionen Guangxi, i den södra delen av landet, omkring 290 kilometer nordost om regionhuvudstaden Nanning. Antalet invånare är 22155. Befolkningen består av 10 567 kvinnor och 11 588 män. Barn under 15 år utgör 14,0 %, vuxna 15-64 år 72 %, och äldre över 65 år 12,0 %.
Genomsnittlig årsnederbörd är 2 375 millimeter. Den regnigaste månaden är juni, med i genomsnitt 483 mm nederbörd, och den torraste är oktober, med 44 mm nederbörd.